# Scleraxonia
Scleraxonia är en underordning av nässeldjur som beskrevs av Studer 1887. Scleraxonia ingår i klassen koralldjur.